# František Autrata
František Autrata, též František Václav Autrata (10. srpna 1872 Křižanov u Velkého Meziříčí – 28. srpna 1966 Brno) byl český (moravský) spisovatel, překladatel, literární historik a filolog.

## Život

### Mládí a studium
Pocházel z rodiny drobného rolníka Františka Autraty a jeho manželky Anny, rozené Polákové.
V roce 1892 maturoval na gymnáziu v Brně a po jednom semestru studia teologie přestoupil na filozofickou fakultu české univerzity v Praze. Na studiích se musel udržovat kondicemi i jako soukromý vychovatel. V roce 1894–1895 nastoupil vojenskou službu a v roce 1896 ukončil úspěšně studium v oborech čeština a němčina.

### Pedagogická praxe
Po ukončení studií učil do roku 1898 na reálce a obchodní akademii v Prostějově. Dále působil v letech 1898–1900 na reálce v Uherském Brodě a do roku 1905 na učitelském ústavu v Brně. Od roku 1905 do 1922 byl ředitelem učitelského ústavu v Polské Ostravě, s přerušením v době 1. světové války, kdy byl povolán do armády. V letech 1922–1934 se stal ředitelem gymnázia v Litomyšli. Léta důchodu prožil života v Brně a Plavči u Znojma.

### Rodinný život
Dne 18. října 1898 se v Prostějově poprvé oženil s Aloisií Zapletalovou (1879–1917). Dcera Milada (provdaná Kudělásková) se narodila 7. listopadu 1899.
Dne 1. března 1919 se jako vdovec v Hranicích oženil s odbornou učitelkou v Polské Ostravě Antonií Hromádkovou (1884–??). Jejich dcera MUDr. Ludmila Uličná (1920–1997) byla lékařka, cestovatelka, autorka cestopisů, básní, literatury pro děti, překlady z italštiny.

## Dílo

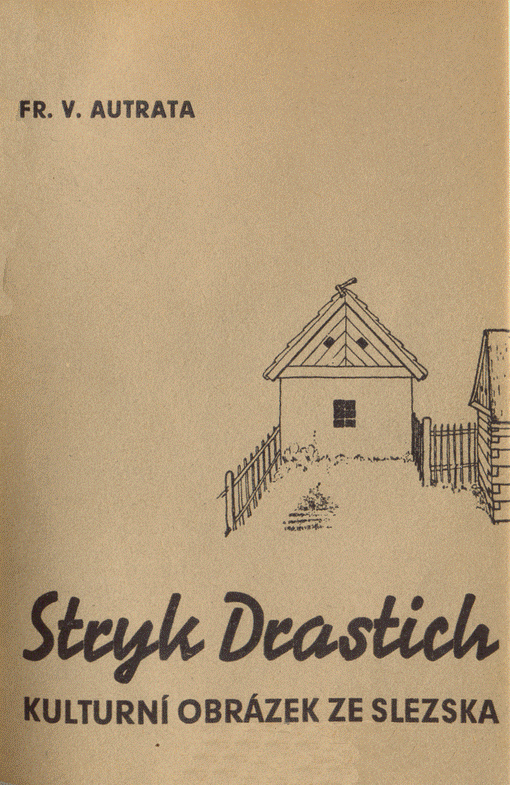
František Autrata: Stryk Drastich (obálka, 1935)

Filologické, literárněhistorické a pedagogické zájmy se projevily i v šíři díla Františka Autraty. Autobiografické jsou jeho beletristické vzpomínky o gymnazistovi a filozofovi Václavu Outerkovi. Úspěšný byl i při vydávání slovníků, zpracoval též monografii o Magdaleně Dobromile Rettigové. Byl členem Moravského kola spisovatelů. Psal též pod pseudonymem Kato Novotný.

### Noviny a časopisy
Povídkami přispíval do řady deníků a časopisů, např. Lidových novin.

### Pedagogika a jazykověda (výběr)
- Přehled písemnictví českého na Moravě v polovici našeho století (1830–1870) (v Prostějově, J. F. Buček, 1898)
- Spisovatelská družina kalendáře "Moravana" za let 1852–1864 v básnictví a v povídkářství (příspěvek k dějinám písemnictví českého na Moravě; v Uherském Brodě, nákl. vlast., 1899)
- Uvedení do mluvnice staročeské (František Autrata podle Gebauera a jiných; Olomouc, Promberger, 1902, 1913, 1923, 1936)
- Mluvnický rozbor vět (v Praze a Telči, E. Šolc, 1906)
- Kapesní slovník jazyka českého a německého (Třebíč, Kubeš. kap., 1913)
- Kolibří slovníček německo-český (Praha-Karlín, Emil Šolc, 1913)
- Němčina maličkých (ilustrace Jindřich Haša; Moravská Ostrava, T. Pospíšil, 1913, 1929)
- Uvedení do německé mluvnice (Třebíč, Kubeš, 1914)
- Slovníček českého pravopisu (Moravská Ostrava, T. Pospíšil, 1922)
- Nový kapesní slovník jazyka českého a německého s mluvnicí (I. Díl německo-český, II. Díl česko-německý; Praha, Svátek, 1923)
- Rodinná výchova dětí v době předškolní po stránce tělesné (v M. Ostravě, Nákladem A. Perouta, 1923)
- Rodinná výchova dětí v době předškolní po stránce duševní (M. Ostrava, Perout, 1925)

### Beletrie
- Dětský ráj (Holešov, Pášma, 1902)
- Výlety do dětského ráje (ilustrace Frant. Vrobel; Praha, Unie, 1925)
- Václav Outerek na studiích (román ze života studentského; v Olomouci, R. Promberger, 1928)
- Filosofská léta Václava Outerka (román ze života studentského; v Olomouci, R. Promberger, 1934)
- Stryk Drastich (kulturní obrázek ze Slezska; Brno, Moravské nakl., 1935)
- Rozpůlená podobizna (žert o 1 jednání; Praha, Marie Švejdová, 1947)

### Překlady
- Nedej se! (o sebevýchově mládeže, autor Friedrich Wilhelm Foerster; Hlučín, Exerciční dům, 1926)
- Škola a charakter (autor Friedrich Wilhelm Foerster; Olomouc, R. Promberger, 1928, zobrazení exemplářů s možností jejich objednání)
- AUTRATA, František Václav. Píseň o Nibelunzích. Praha: Česká akademie věd a umění, 1941. 320 s. Dostupné online. Dostupné po registraci.

### Ostatní
- Stručný průvodce po Litomyšli (v Litomyšli, nákl. vlastním, 1929), zobrazení exemplářů s možností jejich objednání
- Zapadlý osvícenec Dr. Jan Melichar (Brno, Moravská jednota záložen, raiffeisenek a družstev, 1939)
- M. D. Rettigová (v Brně, Družstvo Moravského kola spisovatelů, 1948)

## Zajímavost – František Autrata a Leoš Janáček
V roce 1904 začala být z iniciativy rakousko–uherského ministra školství připravována edice rakouských a slovanských lidových písní Das Volkslied in Österreich a Leoš Janáček se stal předsedou brněnského pracovního výboru nazvaného Výbor pro českou lidovou píseň na Moravě a ve Slezsku. V rámci svých mnohých aktivit se členem tohoto výboru stal i František Autrata, spolu s dalšími osobnostmi (např. architektem Dušanem Jurkovičem). Zahajovací schůze výboru se konala v lednu 1906.